# Megaselia onis
Megaselia onis är en tvåvingeart som beskrevs av Mikhail B. Mostovski och Ronald Henry Lambert Disney 2002. Megaselia onis ingår i släktet Megaselia och familjen puckelflugor.
Artens utbredningsområde är Turkiet. Inga underarter finns listade i Catalogue of Life.